# Marie-Jacques Perrier
Pour les articles homonymes, voir Perrier.
Marie-Jacques Perrier dite Jacotte Perrier, née à Paris le 22 novembre 1924 et morte le 29 novembre 2012 à Montmartre dans le 18e arrondissement de Paris, est une chanteuse de jazz et journaliste française. Chanteuse et comédienne durant sa jeunesse, elle fit une longue carrière de journaliste de mode. Mais c’est le jazz à qui elle consacra une grande partie de sa passion.

## Biographie
Jacotte est la fille de Madeleine Brault, dite Madeleine Robert-Perrier, parolière, et de Robert Perrier, éditeur de textiles et compositeur, tous deux fondateurs du Club R-26 (salon). Elle devient la mascotte des artistes qui fréquentent le salon de ses parents, notamment de Jean Tranchant, qui lui écrit la chanson Les salades de l'oncle François, qu'elle enregistre en 1938 avec le Quintette du Hot-Club de France.

## Discographie
- Ric et Pussy de Madeleine Robert-Perrier, Robert Perrier et Jacques Aubran, 1938
- Les salades de l'oncle François de Jean Tranchant, 1938
- La Pluie sur le toit, 1950[4]